# Godsdienstvrijheid

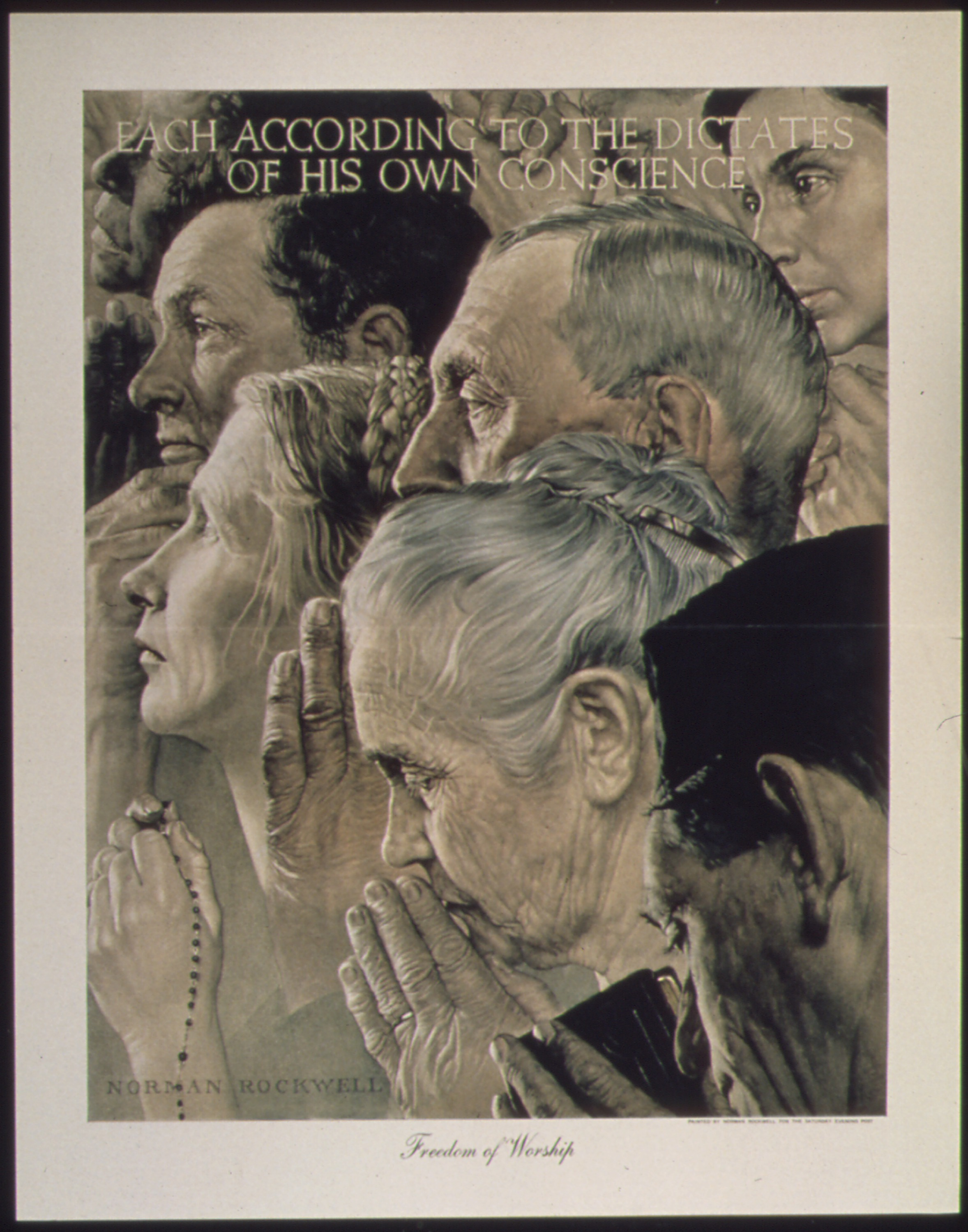
Freedom of Worship, een schilderij van Norman Rockwell uit 1943

Godsdienstvrijheid (ook wel vrijheid van godsdienst, vrijheid van religie of religievrijheid genoemd) is een van de klassieke grondrechten. Het houdt in dat men de vrijheid heeft zelf te kiezen om tot een godsdienst toe te treden en deze te belijden en beoefenen. Zij biedt ook de ruimte te kiezen voor een godsdienstloze levenshouding. Het recht op godsdienstvrijheid is voornamelijk gericht op het beschermen van religies en geloofsovertuigingen tegen staatsinmenging. Het beschermt ook ongelovigen tegen staatsinmenging.

## Geschiedenis

### Oudheid
In de Oudheid behoorde de godsdienst niet tot het persoonlijk gebied, maar tot dat van de gemeenschap. De godsdienst was dermate nauw verbonden met staat, volk of ras, dat eenheid van staat en eenheid van godsdienst geheel in elkaar vervlochten waren. Wel maakte het polytheïsme het in een veelvolkenstaat als het Romeinse Rijk mogelijk, om plaatselijke goden in het systeem te incorporeren. Monotheïstische godsdiensten als jodendom en christendom weigerden echter om eer te bewijzen aan de Romeinse goden, waardoor onderdrukking van de joodse religie en christenvervolging gangbaar werden. 
Midden tweede eeuw keerde Justinus de Martelaar zich in een context van christenvervolging tegen godsdienstige dwang. Hij werd zelf om zijn geloof onthoofd. Tertullianus (155-240) noemde het in zijn polemiek tegen de Afrikaanse proconsul Scapula "een recht van de mens, een macht die hem van nature is gegeven, voor eenieder om dat te vereren wat hij goed acht; en de godendienst van de ene brengt geen schade of nut toe aan die van de andere". In een ander werk had hij het over de libertas religionis. Na hem bood Lactantius een meer uitgewerkte onderbouwing van deze nieuw gemunte term.
De rechten van de christenen in het Romeinse Rijk werden gewaarborgd door het Edict van Nicomedia in 311 en door het Edict van Milaan in 313. Deze toename van de religieuze vrijheid werd tenietgedaan door het Driekeizersedict van 380, dat van het christendom de staatskerk maakte. Een christelijke auteur als Augustinus van Hippo, die aanvankelijk de geloofswil centraal stelde, ging uiteindelijk pleiten voor geloofsdwang, waarna de innerlijke wil wel zou volgen (Sermo 112). Deze zienswijze verwierf grote invloed.

### Nieuwe Tijd
De Reformatie in de 16e eeuw bracht een verscheurende godsdienststrijd mee. Er werden teksten aangenomen om vrijheid van religie in te stellen, zoals de Tweede Unie van Brussel in 1577 en het Edict van Nantes in 1598, maar ze waren geen lang leven beschoren. Onder invloed van de Verlichting kwamen er vanaf eind 18e eeuw grondrechtelijke documenten die een ruime godsdienstvrijheid garandeerden. Een van de eerste en meest complete was het Virginia Statute for Religious Freedom in 1786.

## Wetgeving naar jurisdictie

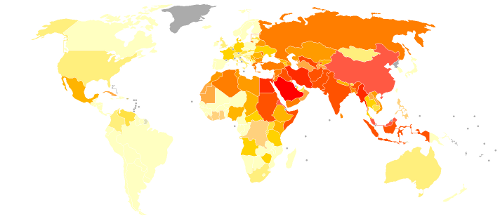
Toestand van de godsdienstvrijheid per land, gebaseerd op het rapport Global Restrictions on Religion, The Pew Forum on Religion & Public Life, december 2009 (lichtgeel : weinig restricties - rood: zeer veel restricties)

Verschillende pressiegroepen en regeringen trachten een overzicht te geven van de mate van godsdienstvrijheid in de wereld. Zo publiceert het US State Department sinds 2001 een jaarlijks rapport. In 2005 werden voornamelijk de communistische staten Birma, China, Noord-Korea en Vietnam en verschillende landen met een moslimmeerderheid (Eritrea, Iran, Saoedi-Arabië en Soedan) genoemd als landen waar in het afgelopen jaar ernstige schendingen werden gepleegd op de godsdienstvrijheid.

### Verenigde Naties
Godsdienstvrijheid wordt genoemd in de Universele verklaring van de rechten van de mens (UVRM), aangenomen in 1948:

Artikel 18.
Een ieder heeft recht op vrijheid van gedachten, geweten en godsdienst; dit recht omvat tevens de vrijheid om van godsdienst of overtuiging te veranderen, alsmede de vrijheid hetzij alleen, hetzij met anderen zowel in het openbaar als in zijn particuliere leven zijn godsdienst of overtuiging te belijden door het onderwijzen ervan, door praktische toepassing, door eredienst en de inachtneming van geboden en voorschriften.

Het Internationaal verdrag inzake burgerrechten en politieke rechten (IVBPR), aangenomen in 1966 en van kracht sinds 1976, noemt godsdienstvrijheid in breder verband in artikel 18:

1. Een ieder heeft het recht op vrijheid van denken, geweten en godsdienst. Dit recht omvat mede de vrijheid een zelf gekozen godsdienst of levensovertuiging te hebben of te aanvaarden, alsmede de vrijheid hetzij alleen, hetzij met anderen, zowel in het openbaar als in zijn particuliere leven zijn godsdienst of levensovertuiging tot uiting te brengen door de eredienst, het onderhouden van de geboden en voorschriften, door praktische toepassing en het onderwijzen ervan.

2. Op niemand mag dwang worden uitgeoefend die een belemmering zou betekenen van zijn vrijheid een door hemzelf gekozen godsdienst of levensovertuiging te hebben of te aanvaarden.

3. De vrijheid van een ieder zijn godsdienst of levensovertuiging tot uiting te brengen kan slechts in die mate worden beperkt als wordt voorgeschreven door de wet en noodzakelijk is ter bescherming van de openbare veiligheid, de orde, de volksgezondheid, de goede zeden of de fundamentele rechten en vrijheden van anderen.

4. De Staten die partij zijn bij dit Verdrag verbinden zich de vrijheid te eerbiedigen van ouders of wettige voogden, de godsdienstige en morele opvoeding van hun kinderen overeenkomstig hun eigen levensovertuiging te verzekeren.

### Europa
Het Europees Verdrag voor de Rechten van de Mens (EVRM) is geldig in alle lidstaten van de Raad van Europa en de Europese Unie (alle landen in Europa behalve Kazachstan, Vaticaanstad en Wit-Rusland. Sinds 16 september 2022 is Rusland geen lid meer van de Raad van Europa en dus ook geen partij in het verdrag.). Artikel 9 van het EVRM is getiteld "Vrijheid van gedachte, geweten en godsdienst":

Een ieder heeft recht op vrijheid van gedachte, geweten en godsdienst; dit recht omvat tevens de vrijheid om van godsdienst of overtuiging te veranderen, alsmede de vrijheid hetzij alleen, hetzij met anderen, zowel in het openbaar als privé zijn godsdienst te belijden of overtuiging tot uitdrukking te brengen in erediensten, in onderricht, in praktische toepassing ervan en in het onderhouden van geboden en voorschriften.

De vrijheid zijn godsdienst te belijden of overtuiging tot uiting te brengen kan aan geen andere beperkingen worden onderworpen dan die die bij de wet zijn voorzien en in een democratische samenleving noodzakelijk zijn in het belang van de openbare veiligheid, voor de bescherming van de openbare orde, gezondheid of goede zeden of voor de bescherming van de rechten en vrijheden van anderen.

#### België
In België bepalen artikels 19 tot en met 21 van de Belgische Grondwet van 1831 de godsdienstvrijheid:

Art. 19 – De vrijheid van eredienst, de vrije openbare uitoefening ervan, alsmede de vrijheid om op elk gebied zijn mening te uiten, zijn gewaarborgd, behoudens bestraffing van de misdrijven die ter gelegenheid van het gebruikmaken van die vrijheden worden gepleegd.

Art. 20 – Niemand kan worden gedwongen op enigerlei wijze deel te nemen aan handelingen en aan plechtigheden van een eredienst of de rustdagen ervan te onderhouden.

Art. 21 – De Staat heeft niet het recht zich te bemoeien met de benoeming of de installatie der bedienaren van enige eredienst of hun te verbieden briefwisseling te houden met hun overheid en de akten van deze overheid openbaar te maken, onverminderd, in laatstgenoemd geval, de gewone aansprakelijkheid inzake drukpers en openbaarmaking.

Het burgerlijk huwelijk moet altijd aan de huwelijksinzegening voorafgaan, behoudens de uitzonderingen door de wet te stellen, indien daartoe redenen zijn.

Het tweede deel van artikel 21 wordt door velen juist beschouwd als strijdig met de vrijheid van godsdienst. In februari 2001 stelden de volksvertegenwoordigers Verherstraeten en Leterme voor om deze paragraaf uit dit grondwetsartikel te schrappen en ook de eraan verbonden strafbepalingen op te heffen.

#### Nederland
In Nederland werd de vrijheid om op godsdienstig gebied te denken wat men wil (gewetensvrijheid) reeds in 1579 in artikel 13 van de Unie van Utrecht erkend. Het was echter enkel voor gereformeerden toegestaan om een openbare eredienst te houden. Een beperkte godsdienstvrijheid kwam er in 1796, toen Kerk en staat werden gescheiden. De Grondwet van 1848 bracht reeds een verregaande godsdienstvrijheid. In artikel 6 van de Nederlandse grondwet wordt het recht op vrijheid van godsdienst als volgt geformuleerd:

Artikel 6.

1. Ieder heeft het recht zijn godsdienst of levensovertuiging, individueel of in gemeenschap met anderen, vrij te belijden, behoudens ieders verantwoordelijkheid volgens de wet.
2. De wet kan ter zake van dit recht buiten gebouwen en besloten plaatsen regels stellen ter bescherming van de gezondheid, in het belang van het verkeer en ter bestrijding of voorkoming van wanordelijkheden.

Tot 1983 kende Nederland het processieverbod gericht tegen katholieke processies: openbare godsdienstoefeningen waren vrij in gebouwen en op besloten plaatsen maar daarbuiten werd het plaatselijke overheden mogelijk gemaakt in delen van het land waar katholieke processies tot 1848 niet gebruikelijk waren, die processies te verhinderen. Mede onder invloed van de Europese Conventie tot bescherming van de rechten van de mens en de fundamentele vrijheden (1950) veranderden de inzichten en werd het processieverbod in 1983 verwijderd uit de Nederlandse Grondwet.
Voor de oorlog claimden de christelijke partijen overal in Nederland burgemeestersposten voor mensen met een christelijke overtuiging, ook in gemeenten waar de christelijke partijen een kleine minderheid vormden. Niet-christenen werden als onwaardig voor het burgemeesterschap geacht, wat in veel dossiers over burgemeestersbenoemingen gelezen kan worden.
Voor de oorlog werden organisaties van ongelovigen, zogenaamde vrijdenkers, als staatsgevaarlijk beschouwd. Bestuursleden van zulke organisaties, zoals De Dageraad, werden door de lokale Politie Inlichtingendienst geregistreerd. Bij de inval van de Duitsers werden deze registraties niet vernietigd. Bij de Duitse inval in de Sovjet-Unie in 1941 vroegen de Duitsers aan de burgemeesters namen van te arresteren communisten, waarbij het voor iedereen duidelijk was dat ze vermoord zouden worden. In Delft speelde de NSB-burgemeester de vraag door aan de Delftse Politie Inlichtingendienst en die stelde een lijst van communisten op, maar daarbij werd willens en wetens de naam van een niet-communist toegevoegd. Het betrof Andries Cornelis van Schaik die bestuurslid van De Dageraad was. Toen de Duitsers erachter kwamen dat het geen communist was, werd hij van de communisten gescheiden en in plaats van naar het concentratiekamp Neuengamme naar het veel mildere Buchenwald gestuurd. Van Schaik kwam later via Natzweiler in Dachau terecht, waar hij om het leven kwam. Van Schaik is het laatste dodelijke slachtoffer van de vervolging op godsdienstige gronden door de Nederlandse overheid.
Tijdens de oorlog schreef de katholieke voorman en voormalig minister Carl Romme voorstellen voor nieuwe grondwetsartikelen die meteen na de bevrijding werden gepubliceerd. In deze artikelen werden aan niet-christenen belangrijke burgerrechten ontzegd. Zo zouden niet-christenen niet in de meeste overheidsposities benoemd mogen worden. Verder werd de vrijheid van onderwijs ingeperkt in die zin dat alle scholen op christelijke grondslag moesten zijn.

## Rooms-Katholieke Kerk
De Rooms-Katholieke Kerk erkent het recht op gewetensvrijheid en in het bijzonder op godsdienstvrijheid. Dit recht is gebaseerd op de ontologische waardigheid van de menselijke persoon en niet op een veronderstelde gelijkheid van godsdiensten of menselijke culturele systemen. Zo heeft paus Paulus VI gezegd dat "het Concilie dit recht op godsdienstvrijheid in geen enkel opzicht baseert op een aanname, als zouden alle godsdiensten en leerstellingen min of meer dezelfde waarde hebben; integendeel, het baseert dit recht op de waardigheid van de menselijke persoon die niet onderworpen mag worden aan van buiten komende dwang waardoor het geweten onder druk wordt gezet, wanneer het zoekt naar de ware godsdienst en zich daaraan gewonnen wil geven". De leer over gewetensvrijheid en godsdienstvrijheid sluit niet uit dat de katholieke leer ook het indifferentisme en het godsdienstig relativisme veroordeelt.

## Kritiek
Filosoof Maarten Boudry en anderen hebben gepleit voor het afschaffen van het juridische concept 'godsdienstvrijheid', waarvoor men vier argumenten aanvoert.
Overbodig extra grondrecht
Ten eerste worden de grondrechten van gelovigen al voldoende beschermd door andere vrijheden die vastgelegd zijn in de UVRM, het EVRM en de meeste nationale Grondwetten:
1. De vrijheid van geweten en gedachte
2. De vrijheid van meningsuiting
3. De vrijheid van vergadering en betoging
4. De vrijheid van vereniging

Dit maakt 'vrijheid van godsdienst' als apart extra grondrecht overbodig. Religieuze meningen zijn niet speciaal en verdienen daarom geen aparte, bijzondere behandeling ten opzichte van andere meningen.
Definitieprobleem
Ten tweede is er nog nooit een degelijke antropologische definitie gegeven van 'religie' of 'godsdienst'. Het afbakenen van wat er allemaal wel en niet onder 'religie' valt is derhalve arbitrair en daar kan misbruik van worden gemaakt. Boudry noemt als voorbeeld Scientology: zij was in de Verenigde Staten ontstaan als psychotherapie die aangeklaagd werd voor onbevoegd uitoefenen van de geneeskunde, waarop zij zich voortaan een 'religie' noemde en daardoor haar activiteiten mocht hervatten en bovendien belastingvrijstelling kreeg.
Een specifieker probleem is welke geboden en verboden religies intern opleggen aan hun aanhangers en in hoeverre de overheid die moet respecteren en eventueel faciliteren. Allereerst is het omstreden wie en op welke wijze de autoriteit heeft om bepaalde verboden of geboden op te leggen. De rechtsbron kan, volgens verschillende opvattingen, een godheid of engel, een heilig boek, andere belangrijke religieuze geschriften en jurisprudentie, een geestelijke, een kerkjurist of een normale gelovige (leek) zelf zijn. Er bestaan tegenstrijdige opvattingen over of een beperkte groep mensen het recht heeft om een religieuze tekst voor de leken te interpreteren of dat de leken dat ook zelf ook mogen doen. In sommige gevallen wordt het zelf als legitiem erkend als een leek een bepaald gebod of verbod heeft opgelegd gekregen door een rechtstreekse openbaring van een godheid of engel. De vraag is in hoeverre de overheid deze rechtsbronnen serieus moet nemen. Volgens Boudry dwingt het concept godsdienstvrijheid de staat op onwenselijke wijze om theologie te bedrijven, hetgeen niet haar taak is, juist omdat ze zich – vanwege de scheiding van kerk en staat – niet met de waarheid en onwaarheid van religieuze opvattingen dient bezig te houden.
Schending van de rechten van anderen
Ten derde wordt de godsdienstvrijheid tegenwoordig door sommigen geïnterpreteerd op een manier die de geldende wetten of andere normen en ook de (grond)rechten van anderen schendt. Als voorbeeld wordt daarbij genoemd de wetgeving inzake dierenbescherming en een verondersteld recht van productiedieren verdoofd te worden geslacht, dat echter zou worden geschonden bij ritueel slachten als het slachthuis islamitisch of joods is. Een ander voorbeeld is de vrijheid van gedachte van kinderen -of althans het prerogatief van hun ouders hun geestelijke opvoeding te bepalen- die via onderwijs kunnen worden blootgesteld aan indoctrinatie.
Privileges voor religies
Ten vierde kunnen religieuze personen en organisaties met een beroep op 'godsdienstvrijheid' worden uitgezonderd van bepaalde plichten waaraan alle personen en organisaties bij wet aan moeten voldoen. Een voorbeeld is het verbod op godslastering, dat de 'godsdienstvrijheid' van gelovigen zou aantasten, terwijl andere vormen van belediging en spot geen speciale wettelijke bescherming hebben. Een ander voorbeeld is belastingvrijstelling voor religieuze organisaties, terwijl andere organisaties, inclusief niet-religieuze levensbeschouwelijke organisaties, vaak wel belasting moeten betalen. Zo heeft Australië een belastingwet die iedere organisatie uitzondert van belasting als het een religieuze instelling is. Het Hooggerechtshof heeft bepaald dat om belastingvrij te zijn als religie, je slechts een geloof moet hebben "in een bovennatuurlijk wezen, ding of principe." Volgens die bepaling kregen Scientologen belastingvrijstelling en kunnen ook Jehova's Getuigen, Hillsong en de Free Deist Community of Australia daarop aanspraak maken. Mensenrechtenadvocaat Geoffrey Robertson noemde dit 'ontzettend oneerlijk' en verwees naar het feit dat Human Rights Watch jarenlang overheidsgoedkeuring probeerde te krijgen voor een belastingvrije status, maar voor wie een seculier goed doel is, wordt dat veel moeilijker gemaakt.